# West-Australië

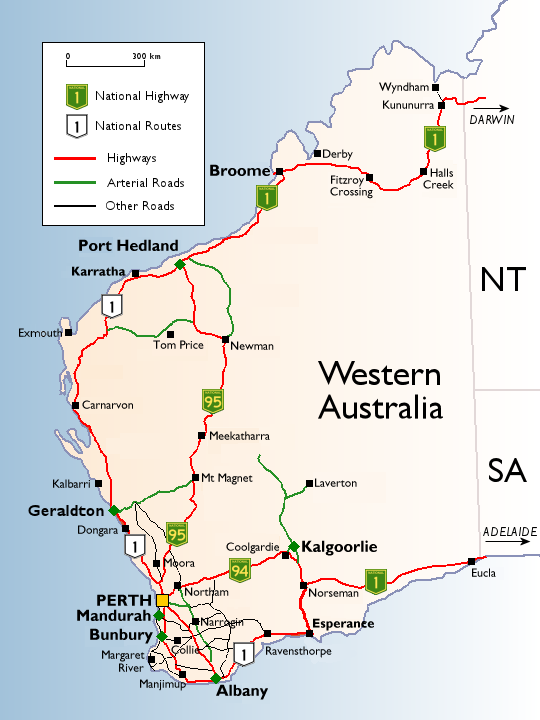
Belangrijkste plaatsen en autowegen

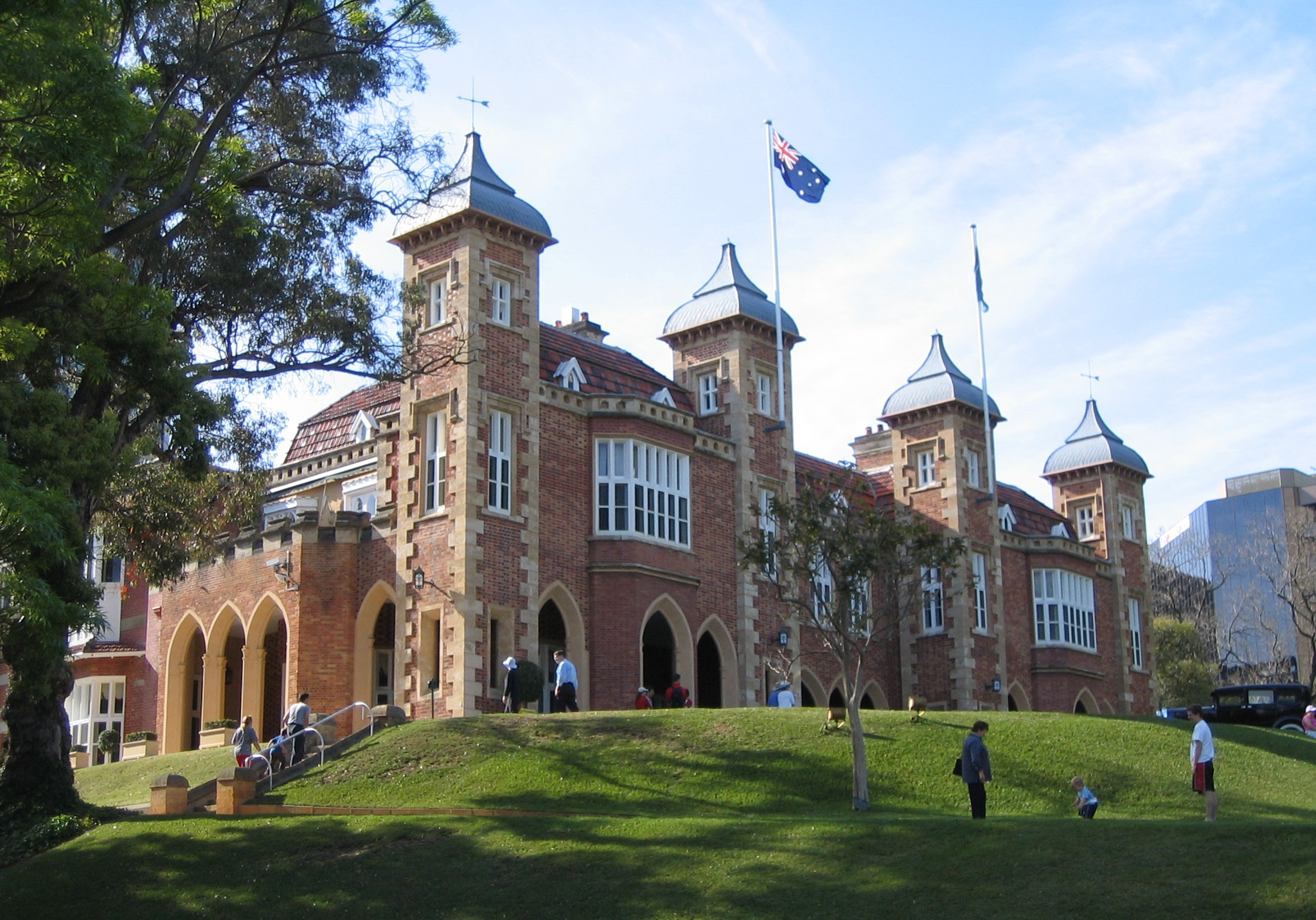
Government House in Perth

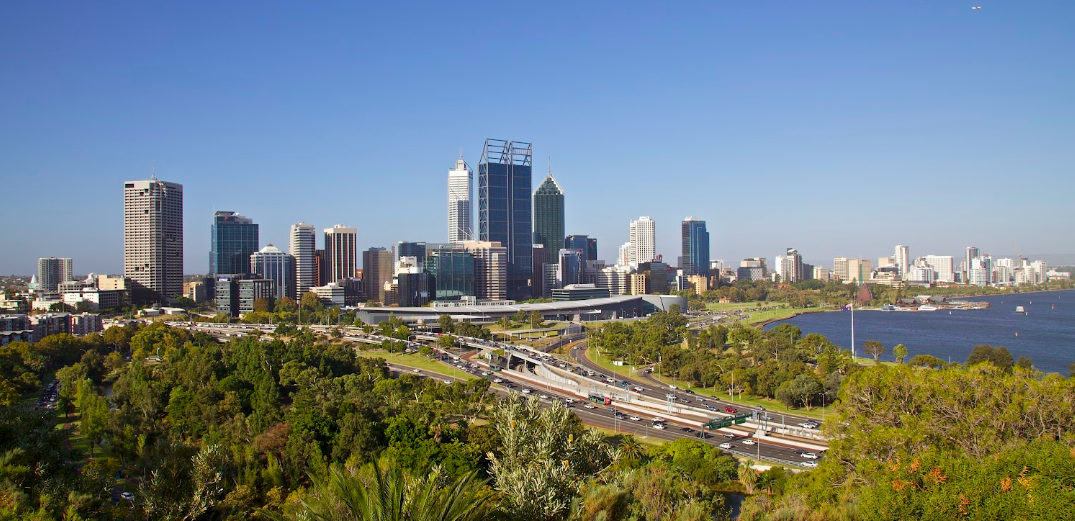
Perth

West-Australië (Engels: Western Australia) is een deelstaat van Australië. Zoals de naam al zegt, beslaat de deelstaat het westelijkste gedeelte van het Australische continent. De eerste Nederlanders die er voet aan wal zetten noemden het Nieuw-Holland. De hoofdstad is Perth.

## Geografie
Met 2.529.875 km² is het in oppervlakte de grootste staat van Australië en beslaat ruwweg een derde van het continent. Toch woonden er in 2016 slechts ongeveer 2.474.410 inwoners. West-Australië wordt in het zuiden, westen en noorden omgeven door de Indische Oceaan. In het oosten grenst de staat aan het Noordelijk Territorium en Zuid-Australië; bij Surveyor General's Corner bevindt zich het punt waar de drie deelgebieden elkaar raken.
Het meest noordelijke punt is kaap Londonderry en de meest noordelijke plaats Wyndham. Het meest zuidelijke punt is 'Torbay Head' en de meest zuidelijke plaats Albany. Het meest westelijke punt is Steep Point en de meest westelijke plaats Denham. De hele 1.862 kilometer lange oostelijke grens van West-Australië is het meest oostelijke punt en Eucla de meest oostelijke plaats. De hoogst gelegen plaats op ongeveer 750 meter hoogte is het mijnwerkersdorp Tom Price en de hoogste berg is de 1.249 meter hoge Mount Meharry in het Hamersleygebergte.
De 865 kilometer lange Gascoyne en de 820 kilometer lange Murchison zijn de twee langste rivieren van West-Australië. Het grootste meer, waarvan 80% in West-Australië ligt en 20% in het Noordelijk Territorium, is 3.494 km² grote Mackaymeer. Het op een na grootste meer is het 1.980 km² grote 'Lake Barlee'. Er liggen ongeveer 3.747 eilanden voor de West-Australische kust. Het 613 km² grote Dirk Hartogeiland is daarvan het grootste en het 222 km² grote Barroweiland het op een na grootste eiland. Rottnesteiland nabij Perth is het bekendste eiland. De kust van het West-Australische vasteland is 12.889 kilometer lang en de eilanden hebben ook nog 7.892 kilometer kust, samen goed voor 20.781 kilometer kust.
West-Australië wordt in een tiental bestuurlijke regio's opgedeeld. Er is de stadsregio Perth die in het zuiden aan de westkust ligt. Hier woont ongeveer driekwart van de totale bevolking van de deelstaat. De andere regio's zijn:
| Regio                  | Belangrijke plaats | Bevolkingsaantal (LGA waarin plaats ligt) |
| ---------------------- | ------------------ | ----------------------------------------- |
| Great Southern         | Albany             | 36.583                                    |
| Kimberley              | Broome             | 16.222                                    |
| Gascoyne               | Carnarvon          | 5.528                                     |
| Peel                   | Mandurah           | 80.813                                    |
| South West             | Busselton          | 36.686                                    |
| Mid West               | Geraldton          | 38.634                                    |
| Goldfields-Esperance   | Kalgoorlie         | 30.059                                    |
| Perth Metropolian Area | Perth              | 1.943.858 (GCCSA)                         |
| Pilbara                | Port Hedland       | 14.469                                    |
| Wheatbelt              | Northam            | 11.112                                    |

West-Australië wordt afhankelijk van het doel nog op andere manieren onderverdeeld.

## Geschiedenis
De Aborigines leven reeds meer dan 40.000 jaar in het westen van Australië. De eerste Europeanen kwamen er waarschijnlijk per toeval aan, ze leden schipbreuk op weg naar Nederlands-Indië. De Hollandse zeevaarder Dirck Hartog zette vermoedelijk als eerste Europeaan voet aan wal. In oktober 1616 liet hij er een tinnen bord achter met de inscriptie ‘1616 den 25 october is hier aengecomen’, op het eiland voor Shark Bay dat nu zijn naam draagt. Australië werd toen Nieuw Holland genoemd. In 1696 landde Willem de Vlamingh op Dirk Hartogeiland, hij verving er het bord door een nieuw exemplaar. Hij nam het oude mee terug en dit is nu te zien in het Rijksmuseum in Nederland. Hier bleef het echter bij, het kale land was commercieel niet interessant.
Pas in 1826 maakten de Britten aanspraak op het westelijk deel van het continent. Zij stichtten Fredrickstown, het huidige Albany, en drie jaar later de kolonie aan de rivier de Swan, nu Perth. De drijvende kracht achter de kolonisatie van het westen van Australië was James Stirling. Het land had weinig te bieden en de eerste kolonisten hadden het enorm zwaar. Er werden vanuit Perth in alle richtingen verkenningstochten ondernomen. De eerste kolonisten probeerden landbouw te bedrijven, schapen te telen en groenten te verkopen aan Amerikaanse walvisvaarders of zelf walvisvangst te bedrijven. Vanaf de jaren 1840 sneed men sandelhout om het in China aan de man te brengen en fokte men paarden voor Indië.
Vanaf 1850 werd West-Australië een gevangenenkolonie vanwege een gebrek aan arbeidskrachten. Ze bouwden wegen en publieke gebouwen of werden als arbeidskrachten in de extensieve veeteelt ingezet. Rond 1870 begon men ook inkomsten uit de parelvisserij en uit het kappen van de enorme loofbossen te verkrijgen. De eerste spoorwegen werden aangelegd om het hout te kunnen uitvoeren. Maar de West-Australische bevolking en economie begon pas echt te groeien nadat goud gevonden werd in de jaren 1880, eerst nabij Halls Creek, langs de rivier Murchison, in de Yilgarn en de Pilbara en uiteindelijk in de oostelijke goudvelden.
Dankzij de goldrush was er geld om te investeren in publieke gebouwen, havens, onderwijs en openbaar vervoer. C.Y. O'Connor ontwierp de haven van Fremantle en legde rond de eeuwwisseling een meer dan 500 kilometer lange waterpijpleiding tot Kalgoorlie aan. Dankzij deze pijpleiding, de nieuwe droogtebestendige graanvariant 'Federation' en de introductie van superfosfaten werd de ontwikkeling van de landbouw in de regio Wheatbelt mogelijk. Tijdens de Eerste Wereldoorlog trok ongeveer 10 % van de bevolking naar het front. Na de oorlog werden middels Soldier Settlement Schemes en soortgelijke programma's voor niet-militairen in het zuidwesten van de deelstaat boerderijen opgestart en een melkindustrie ontwikkeld. De crisis van de jaren 30 zorgde voor innovatie en graan werd daarna in bulk vervoerd. De automobiel begon aan zijn opmars en er werd aan het wegennetwerk gewerkt.
De West-Australische industrialisatie begon eigenlijk pas tijdens de Tweede Wereldoorlog. Er werden raffinaderijen en hoogovens opgestart en wapens geproduceerd. Terugkerende soldaten na de oorlog zorgden voor een hoogconjunctuur in de bouw. Het spoorwegnetwerk werd echter stilaan afgebouwd door de opgang van de automobiel. In de jaren 1950 werd landbouw in het zuiden van de regio Goldfields-Esperance mogelijk nadat bleek dat een tekort aan sporenelementen in de ondergrond kon aangepakt worden. In de jaren 1960 werd olie gevonden rond Barroweiland en werd het vooroorlogse verbod op de uitvoer van ijzererts opgeheven. Vanaf de jaren 1980 begon de West-Australische economie en welvaart serieus te stijgen dankzij de Aziatische economische groei en vraag naar grondstoffen en landbouwproducten. De deelstaat krijgt sindsdien wel te maken met milieuproblemen. Er treedt verzilting op in de landbouwgebieden en ook de klimaatverandering laat zich voelen. In de droge gebieden valt meer en in het nattere zuidwesten minder neerslag.

## Bestuur
West-Australië kreeg zelfbestuur in 1889. Er zijn twee kamers, de “Legislative Assembly” (of lower house), die 59 leden telt en de “Legislative Council” (of upper house) met 36 leden. Alle inwoners van de staat boven de 18 jaar hebben stemrecht.
In 1901 keurde Australië een federale grondwet goed en werd een zelfregerend deel (dominion) van het Britse Rijk. West-Australië werd een deelstaat en diverse bevoegdheden werden overgedragen aan de federale regering. Alle taken die niet in de sectie 51 van de grondwet zijn toebedeeld aan de federale regering blijven het exclusieve domein van de deelstaatregering. Hieronder vallen onder andere scholen, politie, rechtspraak, wegen, openbaar vervoer en lokaal bestuur. De West-Australische regering wordt geleid door de premier van West-Australië. De Britse monarchie wordt door de gouverneur van West-Australië vertegenwoordigd.

## Bevolking
Tijdens de volkstelling van 2021 telde West-Australië 2.660.026 inwoners. 88.693 inwoners of 3,3 % van de bevolking gaf aan van inheemse afkomst te zijn, 37,6 % gaf aan een Engelse afkomst te hebben, 29,7 % een Australische, 8,8 % een Ierse, 8,7 % een Schotse en 5,5 % een Italiaanse. 62 % van de bevolking was geboren in Australië, 7,4 % in Engeland, 2,8 % in Nieuw-Zeeland, 2,3 % in Indië, 1,7 % in Zuid-Afrika en 1,4 % in de Filipijnen. De mediaanleeftijd van de gehele bevolking is 38 jaar en van de inwoners van inheemse afkomst 24 jaar.
Van de bevolking gaf 42,5 % aan geen religie te hebben, 18,7 % katholiek te zijn en 10,1 % Anglicaans. Drie kwart van de bevolking zegde Engels als thuistaal te hanteren, iets meer dan een vijfde zegde thuis geen Engels te spreken. Bijna de helft van de inwoners ouder dan 15 jaar is getrouwd.

## Landschap
West-Australië bestaat voor een groot deel uit woestijn en halfwoestijn, waaronder de Grote Zandwoestijn in het noorden, de Kleine Zandwoestijn en de Gibsonwoestijn in het centrum en de Grote Victoriawoestijn in het zuidoosten. Een klein gedeelte van de Tanamiwoestijn ligt in het noordoosten. Verder zijn er ook de Kimberley, een verweerd plateau in het uiterste noorden en de Pilbara, een rijk mineralengebied in het westen. De enorme Nullarborvlakte in het zuidoosten wordt gedeeld met Zuid-Australië.
Het zuidwesten van de staat, bestaande uit de regio's South West en Great Southern, bestond voornamelijk uit enorme loofbossen die in de 19e en 20e eeuw gerooid werden voor de houtproductie en/of om landbouwgrond te creëren. Het landschap bestaat er begin 21e eeuw uit resten bos, landbouwareaal en boom- en wijngaarden. Het landschap van de meer noordelijk en oostelijk gelegen regio Wheatbelt en het zuidelijk deel van de regio Goldfields-Esperance bestaat voornamelijk uit wijde vlakten met graanvelden waar ook schapen gekweekt worden.
Het Swanbekken rondom Perth is verstedelijkt.

## Economie

### Mijnbouw

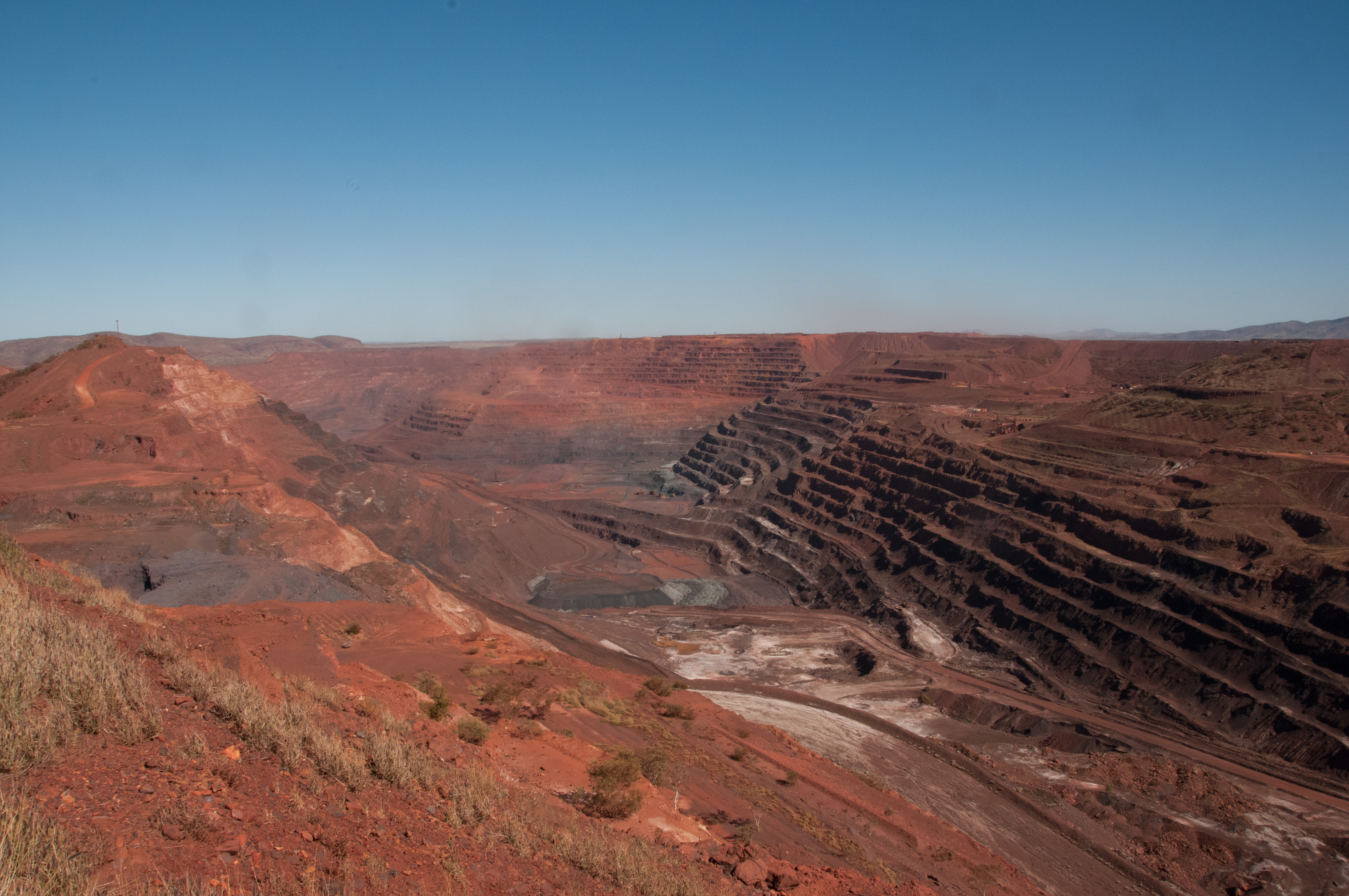
Mount Whaleback

West-Australië is een belangrijk mijnbouwgebied. Er zijn meer dan 1.000 mijnen actief en zo'n 50 verschillende mineralen worden er aan de grond onttrokken. In de 12 maanden tot 1 juli 2013 werd er voor AU$ 102 miljard aan mineralen, metalen en olie en gas geproduceerd en dit was het derde jaar op rij dat de waarde de $ 100 miljard overtrof. Het belangrijkste product is ijzererts, in 2012-13 werd meer dan 500 miljoen ton geëxporteerd met een waarde van $ 56 miljard. Petroleumproducten, inclusief aardolie, lng, aardgascondensaat en lpg, vertegenwoordigden een waarde van $ 24 miljard. Goud bezette de derde plaats met een waarde van $ 9 miljard. Het aandeel van mijnbouwproducten in de totale export van West-Australië was bijna 90% en was iets minder dan de helft van de totale export uit Australië. Bijna de helft van de goederen gaat naar China, gevolgd door Japan met een aandeel van een vijfde in de West-Australische export.
Pilbara is het belangrijkste mijnbouwgebied binnen West-Australië. Het Hamersleygebergte is rijk aan ijzererts. BHP en Rio Tinto Group zijn de twee grootste spelers en hebben een aandeel van 80% van de ijzerertsproductie in de deelstaat. Het erts wordt per trein naar de havens van Port Hedland en Dampier vervoerd en daar zijn terminals om de bulkcarriers te laden. BHP’s Mount Whaleback is de grootste dagbouw-ijzerertsmijn ter wereld met een lengte van vijf kilometer en een breedte van 1½ kilometer. In 2019 was de West-Australische ijzerertsproductie goed voor 33% van de totale wereldwijde ijzerertsproductie.
Voor de kust liggen grote olie- en gasvoorraden. De olie en gas worden met pijpleidingen naar het land vervoerd en in Dampier staan diverse installaties voor het verwerken tot 20 miljoen ton vloeibaar aardgas. Voor de ontwikkeling van de gasvelden ten noorden van Broome heeft Royal Dutch Shell gekozen voor een drijvende vloeibare aardgasfabriek, de Prelude FLNG die omstreeks 2019 in productie kwam. Van de gehele Australische goudproductie komt 60% uit deze deelstaat.
Afgezien van de mijnbouw ligt het economische zwaartepunt van West-Australië in Perth.

### Agricultuur (Landbouw, bosbouw en visserij)
De landbouwsector is, op de mijnbouwsector na, West-Australiës grootste uitvoersector en was in 2016/17 goed voor een omzet van 8,5 miljard. De Aziatische markt is de grootste afnemer.

#### Wijnbouw
In het uiterste zuidwestelijke punt van West-Australië, tussen de steden Perth en Albany wordt wijn geproduceerd. Het is een relatief klein wijngebied. Minder dan 5% van de totale Australische wijnproductie komt hiervandaan, maar het aandeel kwaliteitswijnen ligt hoger. Uit de Swan River Valley ten noorden van Perth komen voornamelijk dessertwijnen en droge witte wijnen, vooral als gevolg van de hoge temperaturen. Dit is het oudste wijnbouwgebied in de regio. Vroege kolonisten van de Swan River Colony verbouwden al wijn, maar dit gebied verliest aan belang. Ongeveer 250 kilometer meer naar het zuiden, nabij het kustplaatsje Margaret River tussen Kaap Naturaliste en Kaap Leeuwin, ligt een grote cluster van wijngaarden die van de koele zeewind profiteren. Meer dan 4.000 hectare is in gebruik voor de wijnbouw. Het klimaat is vergelijkbaar met dat van de Bordeaux-streek en druivenrassen uit die streek doen het hier goed. Helemaal in het zuiden nabij Albany liggen de wijngaarden in een mild klimaat waar de temperaturen iets lager zijn dan in andere Australische wijngebieden. In de jaren 1950 werd ook hier begonnen met de wijnbouw.

#### Veeteelt
Van bij het begin van de kolonisatie wordt in West-Australië aan extensieve veeteelt gedaan. Dit gebeurt op grote stations op verpacht kroonland en wordt pastoralisme genoemd. 20 % van de totale agriculturele productie, 15 % van de agriculturele export bestond in 2016/17 uit vee of vleesproducten en bijna 10 % uit wol. In 2017 telde West-Australië 2 miljoen runderen en 14,2 miljoen schapen.
In het zuidwesten van West-Australië is er melkindustrie rond Harvey, Margaret River en Denmark.

#### Graanteelt
De teelt van verschillende soorten granen was in 2016/17 goed voor 40 % van de totale agriculturele productie en voor bijna de helft van de agriculturele export. De graanteelt vindt vooral plaats in de regio Wheatbelt en in het zuiden van de regio Goldfields-Esperance. De gebieden waar granen worden geteeld worden afwisselend ook gebruikt voor de teelt van schapen, peulvruchten en de productie koolzaadolie.

#### Tuinbouw
Groenten en fruit worden vooral in het zuidwesten van West-Australië gekweekt al zijn er elders ook nog drie gebieden waar dankzij irrigatie aan tuinbouw gedaan wordt. Zo is rondom Carnarvon, Kununurra en Broome dankzij de aanwezigheid van ondergrondse rivieren of grote dammen ook tuinbouw mogelijk.

### Toerisme

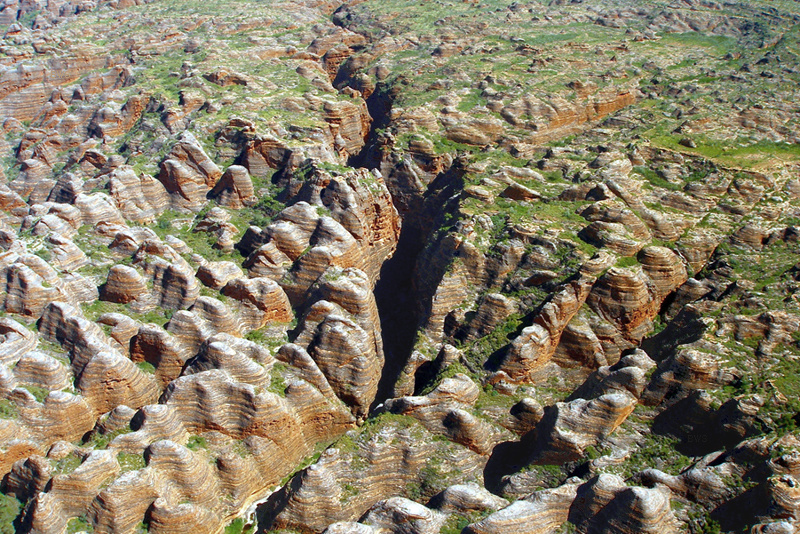
Bungle Bungles

Toerisme was in 2017-18 goed voor 108.800 banen en een omzet van $ 12,9 miljard.
De bekendste toeristische trekpleisters in West-Australië zijn:
- de Bungle Bungles in het nationaal park Purnululu die werelderfgoed zijn
- de Pinnacles in het nationaal park Nambung
- de stromatolieten van Shark Bay zijn eveneens werelderfgoed
- de petrogliefen in de regio Kimberley
- het rif voor de Ningaloo-kust is eveneens werelderfgoed
- Monkey Mia, waar men tuimelaars voedt
- de grote karri-, jarrah-, en rode tinglebomen in het zuidwesten van de staat
- enkele langeafstandswandelingen waaronder de Cape to Cape Track en het Bibbulmunwandelpad

## Klimaat
Door West-Australiës enorme oppervlakte kent het verschillende klimaattypes. Het meest dominante is het mediterraan klimaat. Onder dat klimaat leven de meeste inwoners vermits de hoofdstad Perth er onder valt. De verschillende klimaattypes zijn:
| Klimaat                      | Aantal LGA's | Klimaatclassificatie van Köppen | Plaatsen                                                 |
| ---------------------------- | ------------ | ------------------------------- | -------------------------------------------------------- |
| warm mediterraan klimaat     | 124          | Csa                             | Perth, Mandurah, Bunbury en Geraldton                    |
| warm steppeklimaat           | 67           | BSh                             | Broome, Carnarvon, Kununurra, Tom Price en Wyndham       |
| warm woestijnklimaat         | 58           | BWh                             | Port Hedland, Exmouth, Leinster, Mount Magnet en Leonora |
| gematigd mediterraan klimaat | 56           | Csb                             | Albany, Busselton, Kendenup, Walpole en Nannup           |
| koud steppeklimaat           | 37           | BSk                             | Merredin, Norseman, Bruce Rock en Gnowangerup            |
| tropisch savanneklimaat      | 3            | Aw                              | Kalumburu, Kupungarri en Ngallagunda                     |
| koud woestijnklimaat         | 2            | BWk                             | Rawlinna en Forrest                                      |

## Flora en fauna
Er leeft een grote kudde verwilderde dromedarissen (zo'n miljoen dieren) in Midden- en West-Australië. Hier is de soort vanaf 1849 ingevoerd, vergezeld door kameeldrijvers uit Beloetsjistan, om bij te dragen aan de verkenning en kolonisatie van het droge continent. Later werden de dromedarissen gebruikt om voedsel te brengen naar geïsoleerde nederzettingen en om materiaal te vervoeren voor de aanleg van spoorlijnen en telegraafpalen. Toen de dromedarissen niet meer nodig waren, werden ze grotendeels vrijgelaten. De ongeveer 12.000 oorspronkelijke dromedarissen vermenigvuldigden zich en vormen zelfs een plaag in Australië.